# Jean-Louis Toussaint Minot
Pour les articles homonymes, voir Minot.
Jean Louis Toussaint Minot, né le 29 mars 1772 au Tallud dans les Deux-Sèvres et mort le 8 février 1837 à Saint-Pierre-de-l'Isle en Charente-Inférieure, est un général français de la Révolution et de l’Empire.

## Biographie

### Du volontaire au général de brigade
Après avoir effectué ses études dans l'administration des ponts et chaussées en 1789, il entre en service le 15 août 1791 dans le 1er bataillon de volontaires des Deux-Sèvres, avec lequel il fait toutes les campagnes de 1792 et de 1793 à l’armée du Nord. Il sert au siège de Valencienne, où il est blessé à la tête le 30 juin 1793, puis il rejoint la Vendée. En 1794, il est affecté à l’armée de Sambre-et-Meuse, et en 1796, il est envoyé à l’armée d’Italie. En 1798, il fait partie de l’armée d’Égypte, et le 23 octobre 1800, il devient aide de camp du général Silly. Blessé au genou le 21 mars 1801 lors de la bataille de Canope, il est promu chef de bataillon à la 88e demi-brigade d’infanterie le 27 avril suivant.
De retour en France, Minot est nommé major au 84e régiment d’infanterie de ligne le 21 décembre 1802, puis est fait chevalier de la Légion d’honneur le 25 mars 1804. Le 15 novembre 1807, il prend le commandement d’un nouveau régiment qui vient d’être créé sous le nom de régiment albanais, avec lequel, bien qu’il soit seul au milieu de 4 500 hommes si « étrangers aux mœurs et à la discipline française », il les emploie avec succès à la défense des îles Ioniennes. Il est promu général de brigade le 31 juillet 1813. En janvier 1814, il commande la 1re brigade du 2e corps d’armée lors de la campagne de France. 

### D'une Restauration à l'autre
Pendant la Première Restauration, le roi Louis XVIII le nomme commandant de la Charente-Inférieure le 23 juin 1814, avant de le faire chevalier de Saint-Louis le 13 août suivant.
Pendant les Cent-Jours, il est affecté au 6e corps à l'armée du Nord. Le 1er avril 1820, il est mis en disponibilité, et il est admis à la retraite 1er décembre 1824. Élu le 3 juillet 1830 député de la Charente-Inférieure, il est remis en activité comme commandant militaire du département du Tarn le 17 mars 1831 et est nommé officier de la Légion d'honneur le 1er mai suivant.
Le général Minot est admis définitivement à la retraite le 7 juin 1834 et meurt le 8 février 1837, à Saint-Pierre-de-l'Isle. 

## Sources
- (en) « Generals Who Served in the French Army during the Period 1789 - 1814: Eberle to Exelmans »
- Thierry Pouliquen, « Les généraux français et étrangers ayant servis [sic] dans la Grande Armée » (consulté le 24 juin 2014)
- Baptiste-Pierre Courcelles, Dictionnaire historique et biographique des généraux français : depuis le onzième siècle jusqu'en 1822, vol.6, l’Auteur, 1822, 502 p. (lire en ligne), p. 432.
- « Jean-Louis Toussaint Minot », dans Adolphe Robert et Gaston Cougny, Dictionnaire des parlementaires français, Edgar Bourloton, 1889-1891 [détail de l’édition]